# Meryem Uzerli
Meryem Uzerli (Kassel, 12. kolovoza 1983.) je turska glumica njemačkog podrijetla. 

## Biografija
Meryem je rođena je 12. kolovoza 1983. u njemačkom gradu Kasselu, u mješovitom braku majke Njemice i oca Turčina, kao najmlađa kći od četvero djece. Glumu je od 2000. do 2003. studirala u Hamburgu, u Njemačkoj. Njezina najzapaženija uloga je ona sultanije Hürrem u turskom povijesnom spektaklu Sulejman Veličanstveni, za koju je osvojila niz nagrada. Meryem je odrasla u Njemačkoj i slabo govorila turski, zbog čega je uz snimanje serije paralelno učila jezik. Sve prethodne uloge odigrala je na njemačkom. Godine 2013. napustila je snimanje serije, a od 103. epizode uloga sultanije Hürrem pripala je glumici Vahide Gördüm.

## Kinematografija

### Filmovi i TV-serije
| Zemlja | Godina        | Naslov                         | Uloga   | Objašnjenje    | Format |
| ------ | ------------- | ------------------------------ | ------- | -------------- | ------ |
|        | 2008.         | Inga Lindström                 | Britta  | Sporedna uloga | Serija |
|        | 2009.         | Das Total Verrückte Wochenende |         | Sporedna uloga | Film   |
|        | 2009.         | The Line                       | Anna    | Sporedna uloga | Film   |
|        | 2009.         | Sterne über dem Eis            | Öğrenci | Sporedna uloga | Film   |
|        | 2010.         | Journey of No Return           | Hostes  | Sporedna uloga | Film   |
|        | 2010.         | Ein Fall für Zwei              | Ankel   | Sporedna uloga | Serija |
|        | 2011. – 2013. | Sulejman Veličanstveni         | Hürrem  | Glavna uloga   | Serija |

## Nagrade
| Godina | Nagrada                                         | Kategorija                                    | TV-serija              |
| ------ | ----------------------------------------------- | --------------------------------------------- | ---------------------- |
| 2011.  | 24. Uluslararası Tüketici Zirvesi Ödülleri      | En İyi Kadın Oyuncu                           | Sulejman Veličanstveni |
| 2011.  | AyakliGazete.com Yılın Televizyon Yıldızları    | En İyi Kadın Oyuncu                           | Sulejman Veličanstveni |
| 2011.  | 38. Altın Kelebek Ödülleri                      | Televizyon Yıldızları Özel Ödülü              | Sulejman Veličanstveni |
| 2012.  | 39. Altın Kelebek Ödülleri                      | Drama dalında En İyi Kadın Oyuncu             | Sulejman Veličanstveni |
| 2012.  | Galatasaray Üniversitesi                        | En İyi Sinema-Dizi Kadın Oyuncusu             | Sulejman Veličanstveni |
| 2012.  | İstanbul Aydın Üniversitesi 8.İletişim Ödülleri | En İyi Kadın Oyuncu                           | Sulejman Veličanstveni |
| 2012.  | Magazinci.com Onur Ödülleri                     | En İyi Kadın Oyuncu                           | Sulejman Veličanstveni |
| 2012.  | Magazin Gazeteciler Derneği                     | En İyi Kadın Oyuncu                           | Sulejman Veličanstveni |
| 2012.  | GQ Dergisi Yılın Erkekleri Özel Ödülü           | Yılın Kadını                                  | Sulejman Veličanstveni |
| 2013.  | 11.Yılın Yıldızları Ödül Töreni                 | 2012 Yılında En Beğenilen Kadın Dizi Oyuncusu | Sulejman Veličanstveni |
| 2013.  | 20.İtü Emös Başarı Ödülleri                     | En İyi Kadın Oyuncu                           | Sulejman Veličanstveni |